# برمینگام اسمال آرمز
برمینگام اسمال آرمز (انگلیسی: Birmingham Small Arms) شرکت صنایع جنگ‌افزاری بریتانیایی بود، که در سال ۱۸۶۱ تأسیس شد و در سال ۱۹۷۳ منحل گردید.